# U-91 (1941)
U-91 – niemiecki okręt podwodny typu VII C z okresu II wojny światowej. Okręt wszedł do służby w 1942.

## Historia
W czasie II wojny światowej odbył 6 patroli bojowych, spędzając na  morzu 292 dni. Zatopił 4 statki o łącznej pojemności 26.194 BRT i jeden okręt, kanadyjski niszczyciel HMCS „Ottawa”. Zatopiony  26 lutego 1944  na północnym Atlantyku na pozycji 49°45′00″N 26°20′00″W/49,750000 -26,333333 przez brytyjskie fregaty: HMS „Affleck”, HMS „Gore” i HMS „Gould”. Zginęło 36 członków załogi U-91, 16 zostało uratowanych.

## Przebieg służby
- 28.01.1942 – 31.08.1942 – 5. Flotylla U-bootów  w  Kilonii (szkolenie)
- 01.09.1942 – 26.02.1944 – 9. Flotylla U-bootów w Breście (okręt bojowy)
- 26.02.1944 – zatopiony

Dowódcy:

28.01.1942 – 19.04.1943 – Kapitanleutnant (kapitan marynarki) Heinz Walkerling

20.04.1943 – 26.02.1944 – Kapitanleutnant (kapitan marynarki) Heinz Hungershausen 